# امبالاوایلا
امبالاوایلا (به انگلیسی: Ambalavayal) یک منطقهٔ مسکونی در هند است که در کرالا واقع شده‌است.

## خصوصیات
امبالاوایلا ۱۶٬۳۶۳ نفر جمعیت دارد.